# خواب گران (فیلم ۱۹۷۸)
خواب گران (به انگلیسی: Big Sleep) یک فیلم نئو-نوآر محصول سال ۱۹۷۸ به کارگردانی مایکل وینر که دومین نسخه سینمایی از رمان ریموند چندلر به همین نام در سال ۱۹۳۹ می‌باشد. با بازی رابرت میچام در دومین نقش آفرینی فیلم خود در نقش کارآگاه فیلیپ مارلو (پس از فیلم بدرود خوشگل من) بازی می‌کند. از دیگر بازیگران این فیلم می‌توان به سارا مایلز، کندی کلارک، جوآن کالینز و الیور رید اشاره کرد، همچنین جیمز استوارت در نقش ژنرال استرن‌وود بازی می‌کند.
فضای داستان از لس آنجلس دهه ۱۹۴۰ به لندن دهه ۱۹۷۰ تغییر کرد. این فیلم حاوی مطالبی صریح‌تر از آنچه در نسخه ۱۹۴۶ تنها می‌توان به آن اشاره کرد، مانند همجنس‌گرایی، پورنوگرافی و برهنگی بود. میچام در زمان فیلمبرداری ۶۰ ساله بود، بسیار بزرگتر از مارلو ۳۳ ساله چندلر (یا مارلو ۳۸ ساله فیلم ۱۹۴۶ با بازی بوگارت که در آن زمان ۴۴ سال داشت).

## ساخت
مایکل وینر قصد داشت فیلمی درباره ویلیام یکم بسازد، اما نتوانست بودجه خود را فراهم کند. هنگامی که آن فیلم از بین رفت، او هانیبال بروکس را آماده نمایش کرد. مایکل جی پولارد برای این نقش ۷۵ هزار دلار دستمزد دریافت کرد. (او ۱۴ هزار دلار برای بانی و کلاید دریافت کرده بود.) وینر گفت: "پولارد ستاره بزرگ دهه ۱۹۷۰ خواهد بود." فیلمبرداری لوکیشن در می ۱۹۶۸ در اتریش و مونیخ انجام شد.

## داستان
در انگلستان دهه ۱۹۷۰، کارآگاه خصوصی فیلیپ مارلو (رابرت میچام) به خانه باشکوه ژنرال استرنوود (جیمز استوارت) خواسته می‌شود که مارلو را استخدام می‌کند تا بفهمد چه کسی از او باج خواهی می‌کند. هنگامی که در عمارت است، او با دختر لوس و کنجکاو ژنرال شارلوت (سارا مایلز) و دختر کوچکتر وحشی کامیلا (کندی کلارک) ملاقات می‌کند.
تحقیقات مارلو در مورد پورنوگرافی همجنسگرا آرتور گایگر (جان جاستین) او را به اگنس لوزل (جوان کالینز)، کارمند گایگر، و جو برودی (ادوارد فاکس)، مردی که اگنس با او وارد شده‌است، می‌برد. او همچنین کامیلا را در صحنه قتل گایگر، جایی که او برای عکس‌های برهنه ژست گرفته‌است، کشف می‌کند و او را با خیال راحت به خانه شارلوت سپاسگزار می‌برد و …